# José Cordero de Torres
José Cordero de Torres (El Puerto de Santa María, 1717-Sevilla, 1797) fue un rejero, relojero y pintor español. Tras ingresar en la orden Franciscana, fue destinado a la Casa grande de San Francisco (Sevilla), ubicada en la actual Plaza Nueva de esta ciudad. Entre sus trabajos más conocidos se encuentra un reloj para la Giralda y el que realizó en 1752 para el convento de San Francisco de la localidad de Estepa (Sevilla) que se encuentra desde 1919 en las casas consistoriales de Estepa. Como rejero, una de sus obras más conocidas en la reja de la capilla de San Pedro de la catedral de Sevilla que confeccionó en el año 1780. Su actividad como pintor es menos conocida, únicamente se conservan algunas pinturas al óleo realizadas sobre planchas de cobre.